# 山本悠
山本 悠（やまもと ゆう、1988年 - ）は、日本のイラストレーター。山本悠挿し絵事務所主宰。

## 経歴
埼玉県与野市生まれ。2012年多摩美術大学美術学部絵画学科卒業。
2017年、1wallでファイナリストに選ばれる。
国立西洋美術館で開催された「ここは未来のアーティストたちが眠る部屋となりえてきたか？」の内覧会で、パレスチナでのイスラエル政府による「ジェノサイド」に反対の意を示す抗議活動を行う。

## 展覧会
- 「SEASON 2」
- 「Pangea on the Screen」（Pangea on the Screen、東京、神奈川、2020）
- 「貫く棒の如きもの」（TALION GALLERY、東京、2019）
- 「オオカミの眼」（BLOCK HOUSE、東京、2017、出展作家 :  大小島真木、小笠原鳥類、川村元紀＋山形一生、桜沢直毅、小石ちかさ、佐藤雅晴、関川航平、チバガク、坪山斉、山本悠）[8]
- 「ポリネシアンじゃだめですか？」（TALION GALLERY、東京、2017、出展作家 : 玉山拓郎、山本悠）[9]
- 「Surfin'」（Surfin'、東京、2017、企画 :  大岩雄典、永田康祐、山形一生、山本悠）[10]
- 「マテリアライジング 展III 情報と物質とそのあいだ」（京都市立芸術大学ギャラリー、2015）